# Farid Mansurov
Farid Mansurov (n. 10 mai 1982, Kizilkilisa⁠(d), Dmanisi Municipality⁠(d), Kvemo Karti, Georgia) este un luptător ce a reprezentat Azerbaidjan, medaliat olimpic. A participat la 2 ediții ale Jocurilor Olimpice (2004, 2008) în care a câștigat o medalie de aur.